# 대제학원
학교법인 대제학원(學校法人 大堤學院)은 대한민국의 학교법인이다.

## 계열 학교

### 중학교
대제중학교(大堤中學校)는 대한민국 충청북도 제천시 청전동에 있는 사립 중학교이다. 학교법인 대제학원 소속이며, 교장은 김해광이다. 1957년 4월 17일에 사립 계림중학교로 개교하여, 1972년에 이름을 대제중학교로 바꾸었다. 교훈은 '힘써 공부하고 몸소 실천하는 학생'이며 학교 상징은 은행나무와 목련이다.

## 역사

### 연표
- 1957년 2월 26일 : 계림중학교 설립 인가. (학교법인 계림학원, 당시 이사장 정원태)
- 1957년 4월 17일 : 계림중학교 개교.
- 1965년 1월 30일 : 이사장 김익로 취임.
- 1972년 3월 10일 : 법인 명칭을 학교법인 대제학원으로, 중학교의 명칭을 대제중학교로 변경.
- 1993년 10월 30일 : 이사장 손경현 취임.

### 역대 이사장
계림학원
1. 정원태
2. 김익로 (1965년 - 1972년)

대제학원
1. 김익로 (1972년 - 1993년)
2. 손경현 (1993년 - 2008년)
3. 김은정 (2008년 - 현재)